# Imposto de Renda Retido na Fonte
Imposto de Renda Retido na Fonte (IRRF) é uma obrigação tributária principal em que a pessoa jurídica ou equiparada, está obrigada a reter do beneficiário da renda, o imposto correspondente, nos termos estabelecidos pelo Regulamento do Imposto de Renda, recolhido pelo governo brasileiro.
Os rendimentos do trabalho assalariado pagos por pessoas físicas ou jurídicas, os rendimentos do trabalho não assalariado pagos por pessoa jurídicas, os rendimentos de aluguéis e royalties pagos por pessoa jurídica e os rendimentos pagos por serviços entre pessoas jurídicas, tais como os de natureza profissional, serviços de corretagem, propaganda e publicidade. Tem como característica principal o fato de que a própria fonte pagadora tem o encargo de apurar a incidência, calcular e recolher o imposto em vez do beneficiário, estão sujeitos a incidência do imposto.
Incide também sobre rendimentos pagos, creditados, empregados, entregues ou remetidos a pessoas jurídicas domiciliadas no exterior por fontes situadas no Brasil, apresentando alíquotas variáveis conforme a natureza jurídica dos rendimentos, o país em que a beneficiária é residente ou domiciliada e o regime fiscal ao qual é submetida a pessoa jurídica domiciliada no exterior.

## Cálculo do IRRF
Para calcular o IRRF é fundamental saber qual será o desconto para o Instituto Nacional do Seguro Social (INSS), que varia entre 8% e 11%. Depois de descontado o valor de contribuição para o INSS, sobre o restante é calculado o valor do IRRF. O número de dependentes influencia na conta. Para cada dependente (cônjuge, filho ou enteado até 21 anos, filho ou enteado até 24 se for universitário ou estiver cursando escola técnica) é abatido R$ 189,59 mensais. O cálculo será o valor bruto do salário descontado o INSS e descontado dependentes, chegando ao valor de IRRF. Sobre o salário-base é aplicado a alíquota correspondente, que neste caso é de 7,5%.